# Kikeruツールバー
kikeruツールバー（キケルツールバー）は、電通ラジオ局の若柳鉄平とIBC岩手放送（現jolly good代表）の上路健介が発案し、共同開発した、Internet Explorer用インターネットラジオ再生ツールバーである。本記事では電通とフライトシステムコンサルティングが共同開発したiPhone/iPod touch用アプリ「kikeruアプリ」についても解説する。
2010年12月24日（kikeruアプリは2010年12月10日）、サービスが終了した。なお、2010年3月にIPサイマルラジオであるradikoがリリースされている。

## kikeruツールバー
2007年4月26日より公開された、IE上でダイレクトにインターネットラジオの配信を容易に受けられるツールバーである。
「クライアント端末、コンテンツ再生方法及びコンテンツ再生プログラム」（特開2008-257592）として、特許が認められている。
このツールバー上で、参加しているインターネットラジオ局の番組を手軽に選局できるようにしているほか、専用の予約画面による番組予約機能、番組情報のプッシュ配信、音量調節などができるようになっていた。

### 動作環境
- OS：Microsoft Windows 98/2000/Me/XP/Vista（7には未対応）
- ブラウザ：Microsoft Internet Explorer 5.5〜7（8には未対応）
- CPU：Pentium 4 2.0GHz以上
- メモリ：1GB以上

## kikeruアプリ
フライトシステムコンサルティングによるiPhone用インターネットラジオ配信システムを利用して開発され、2009年12月15日より公開されたiPhone用アプリ。3G回線、Wi-Fi共に対応しており、番組の配信と共に番組情報の配信も受けられるようになっているほか、Twitterとの連動機能も備えている。将来的には楽曲情報の配信やバックグラウンド再生にも対応する予定だったが実現しなかった。

## 終了直前まで参加したラジオ局
太字はkikeruアプリでも配信を行っていた局。
インターネットラジオ（★=地上デジタルラジオストリーミング配信）
- Brandnew J（J-WAVE） - kikeruアプリでは地上波とのサイマル放送番組のみ配信されている。
- ★OTTAVA（TBSラジオ） - 専用のiPhone用アプリあり（有料）
- ★Suono Dolce（ニッポン放送） - 専用のiPhone用アプリあり
- ラジオNIKKEIライブストリーミング（ラジオNIKKEI） - 専用のiPhone用アプリあり（有料）
- ★超!A&G+（文化放送） - 専用のiPhone用アプリあり（有料）

ライブストリーミング
- 新潟放送

オンデマンドリンク集
- 東海ラジオ
- KBS京都
- OBS大分放送
- NACK5
- bayfm78
- Kiss-FM KOBE
- サイマルラジオ（CSRA） - 専用のiPhone用アプリ有り（有料）
- JJazz.Net

### 過去の参加ラジオ局
- ★UNIQue the RADIO（文化放送、NACK5 - 2009年10月4日）